# 35 East Wacker
35 East Wacker is een wolkenkrabber in Chicago, Verenigde Staten. De bouw van het kantoorgebouw begon in 1925 en werd in 1927 voltooid. Op 9 februari 1994 werd het gebouw tot een Chicago Landmark benoemd.

## Ontwerp
35 East Wacker is 159,41 meter hoog en telt 40 verdiepingen. Het neoclassicistische gebouw is ontworpen door Giaver & Dinkelberg en Thielbar & Fugard en heeft een terracotta gevel.
Het gebouw was eerst ook bekend als het "Jewelers Building", het "Pure Oil Building" en het "North American Life Building". De koepel op het gebouw huisde vroeger het restaurant "Stratosphere Lounge". Vandaag de dag bevat de koepel een showroom van Helmut Jahn.
Op een hoek aan de kant van Wacker Drive vindt men een klok aan de gevel. Op deze klok staat een beeld van Vadertje Tijd met een zeis in zijn hand.